# Julia Jung
Julia Jung (* 4. Oktober 1979 in Haiger) ist eine ehemalige deutsche Schwimmerin.

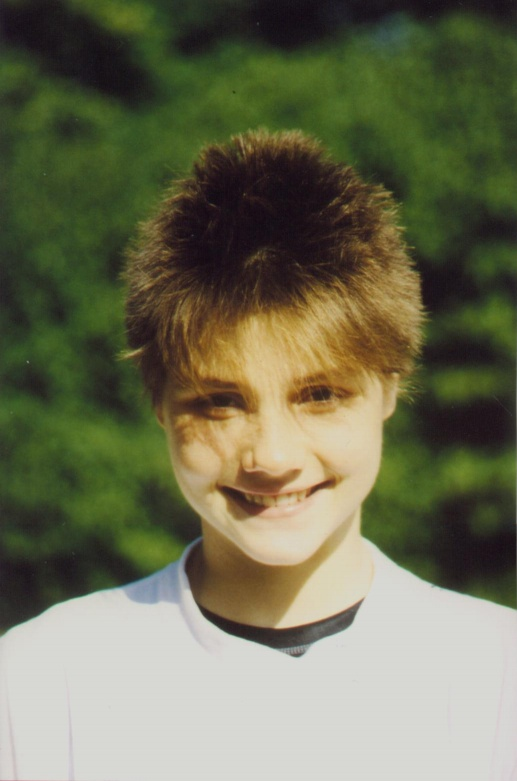
Julia Jung (1995)

Jung betrieb ab dem siebten Lebensjahr leistungsbezogenen Schwimmsport. Bei den Weltmeisterschaften 1994 gewann sie bei ihrem ersten großen Auftritt mit der deutschen 4-mal-200-Meter-Staffel die Silbermedaille. Im Jahr 1995 kam dann mit den Europameistertiteln über 800 Meter Freistil und über 4-mal 200 Meter Freistil der Durchbruch auf internationaler Ebene. Im Dezember 1995 trennte sie sich von ihrem Trainer Ralf Hermann und zog nach Hamburg, um am dortigen, von Jürgen Greve geleiteten Olympiastützpunkt zu trainieren. Die dortigen Trainingsbedingungen schätzte sie im Vergleich zu jenen in Dillenburg als besser ein. Um sich vorübergehend vollständig dem Sport zu widmen und den Sprung zu den Olympischen Spielen 1996 in Atlanta zu schaffen, wurde Jung bis Mitte 1996 vom Schulbesuch befreit. Sie erreichte ihre zuvor gezeigten Leistungen jedoch nicht mehr, so dass die aus dem hessischen Dillenburg stammende Jung die Qualifikation für die Olympischen Spiele 1996 verpasste und nach Hessen zurückkehrte. Wenig später beendete sie, auch durch Verletzungen zurückgeworfen, ihre Karriere. In ihrer aktiven Zeit war Ralf Scheitenberger ihr Manager (dieser betreute u. a. auch den damaligen Tennisprofi Michael Stich). Scheitenberger vermittelte Jung, die große Medienaufmerksamkeit erhielt, namhafte Unternehmen als Förderer.
Nach Ende ihrer Karriere begann sie ein Lehramtsstudium, heute arbeitet sie als Lehrerin im Raum Dillenburg.

## Erfolge
- Zwölffache Jugendeuropameisterin
- sechsfache deutsche Meisterin
- Vizeweltmeisterin mit der 4-mal-200-Meter-Freistilstaffel 1994
- Deutschlands „Juniorsportlerin des Jahres“ 1994
- zweifache Europameisterin 1995
- Jahresweltbestzeit mit 4:09,24 min über 400 Meter Freistil (1995) bei den deutschen Meisterschaften gegen Franziska van Almsick und Olympiasiegerin Dagmar Hase.[7]